# Bencomia exstipulata
Rosier de la Guancha
Espèce
Le rosier de la Guancha[réf. nécessaire] (Bencomia exstipulata) est une espèce de plantes à fleurs la famille des Rosaceae.

## Description
C'est un arbrisseau qui peut mesurer jusqu'à 2 mètres de hauteur. Il s'agit d'une espèce de haute montagne endémique des îles de Tenerife et La Palma (dans les Iles Canaries). Elle est en danger d'extinction. Cet arbuste  se caractérise par ses nombreuses ramifications depuis la base il présente une morphologie tortueuse et complexe. Les feuilles sont disposées en rosettes, avec des fleurs en inflorescence et des fruits globuleux.
Cette plante se trouve seulement à l'état naturel dans le Parc national du Teide et le Parc national de la Caldeira de Taburiente. Elle est l'objet d'un important plan de sauvegarde, car sa population s'était réduite à à peine plus de 50 exemplaires. Grâce à ce plan, on en trouve désormais environ 1 500 spécimens à La Palma et environ 500 à Tenerife
Les principales menaces sont la rareté de l'espèce causée par le surpâturage jusqu'à récemment, la présence d'herbivores introduits dans son habitat, tels que les lapins et les mouflons, et l'instabilité du substrat où elle est présente, qui provoque des glissements de terrain qui endommagent les plantes.